# تل عابر
تل عابر قرية سوريّة تتبع إداريّاً لمحافظة حلب منطقة منبج ناحية خفسة، بلغ تعداد سكانها (406) نسمة حسب التعداد السكاني لعام 2004.